# Katsina (delstat)
Katsina är en delstat i norra Nigeria, gränsande till Niger i norr. Delstaten bildades den 23 september 1987 från att tidigare varit en del av Kaduna. År 2000 infördes de islamiska sharialagarna i Katsina.
Det mesta av delstaten består av buskväxter och savannvegetation. Jordbruk är den viktigaste näringsgrenen, och här odlas bland annat jordnötter, bomull, hirs och sorghum. Man håller nötboskap, får och getter, och handlar med hudar och skinn.